# Annandrea Vitrano
Annandrea Vitrano (Misilmeri, 28 giugno 1988) è una cabarettista, attrice e youtuber italiana, insieme a Claudio Casisa forma il duo comico I Soldi Spicci.

## Biografia
Nel 2022 entra nel cast di Nuovo Olimpo, di Ferzan Özpetek, dove recita al fianco di Luisa Ranieri e Greta Scarano. Nel 2025 recita in Cena di classe, per la regia di Francesco Mandelli, il cui soggetto di è tratto dall'omonimo brano dei Pinguini Tattici Nucleari.

## Filmografia

### Cinema
- SmartLove (2015) - cortometraggio
- La fuitina sbagliata, regia di Mimmo Esposito (2018)
- Un mondo sotto social, regia di Claudio Casisa e Annandrea Vitrano (2022)
- Nuovo Olimpo, regia di Ferzan Özpetek (2023)
- Succede anche nelle migliori famiglie, regia di Alessandro Siani (2024)

### Televisione
- The Bad Guy, regia di Giancarlo Fontana e  Giuseppe G. Stasi – serie TV, episodi 2x05-2x06 (2024)

### Programmi televisivi
- Colorado – programma TV, Italia 1 (2014-2019)
- Pechino Express – programma TV, Rai 2 (2020)
- Prova prova sa sa – programma TV, episodio 1x02 Prime Video (2022)

## Discografia

### Album
- 2019 – Summer Stories

### Singoli
- 2015 – Le scarpe antisesso
- 2017 – Un milione di fan su Facebook
- 2017 – La canzone che si attacca in testa
- 2022 – Senza filtri

## Teatrografia

### Attrice
- Pushow, regia di Claudio Canepari (2012)
- Femmino & maschia, regia di Ernesto Maria Ponte e Salvo Rinaudo (2012)
- Vietato ai maggiori, regia di Ernesto Maria Ponte e Salvo Rinaudo (2013)
- iSoldiSpicci Show, regia di Annandrea Vitrano e Claudio Casisa (2014)
- Amore tre punto zero (2015)
- Il giro del mondo in 80 giorni, regia di Stefano Arditi (2016)
- Sì, stiamo insieme, regia di Ernesto Maria Ponte (2017)
- Chi dice donna dice camion, regia di Annandrea Vitrano e Claudio Casisa (2019-2020, 2022)
- Tutta colpa del poliamore (2023-2024)

### Regista
- Spaiato (2024)

## Premi e riconoscimenti
- Benevento Cinema Televisione 2019 – Rivelazione della stagione cinematografica 2019 per La fuitina sbagliata